# Golem Factory
 (janvier 2025).
La mise en forme du texte ne suit pas les recommandations de Wikipédia : il faut le « wikifier ».
Les points d'amélioration suivants sont les cas les plus fréquents. Le détail des points à revoir est peut-être précisé sur la page de discussion.
- Les titres sont pré-formatés par le logiciel. Ils ne sont ni en capitales, ni en gras.
- Le texte ne doit pas être écrit en capitales (les noms de famille non plus), ni en gras, ni en italique, ni en « petit »…
- Le gras n'est utilisé que pour surligner le titre de l'article dans l'introduction, une seule fois.
- L'italique est rarement utilisé : mots en langue étrangère, titres d'œuvres, noms de bateaux, etc.
- Les citations ne sont pas en italique mais en corps de texte normal. Elles sont entourées par des guillemets français : « et ».
- Les listes à puces sont à éviter, des paragraphes rédigés étant largement préférés. Les tableaux sont à réserver à la présentation de données structurées (résultats, etc.).
- Les appels de note de bas de page (petits chiffres en exposant, introduits par l'outil «  Source ») sont à placer entre la fin de phrase et le point final[comme ça].
- Les liens internes (vers d'autres articles de Wikipédia) sont à choisir avec parcimonie. Créez des liens vers des articles approfondissant le sujet. Les termes génériques sans rapport avec le sujet sont à éviter, ainsi que les répétitions de liens vers un même terme.
- Les liens externes sont à placer uniquement dans une section « Liens externes », à la fin de l'article. Ces liens sont à choisir avec parcimonie suivant les règles définies. Si un lien sert de source à l'article, son insertion dans le texte est à faire par les notes de bas de page.
- La présentation des références doit suivre les conventions bibliographiques. Il est recommandé d'utiliser les modèles {{Ouvrage}}, {{Chapitre}}, {{Article}}, {{Lien web}} et/ou {{Bibliographie}}. Le mode d'édition visuel peut mettre en forme automatiquement les références.
- Insérer une infobox (cadre d'informations à droite) n'est pas obligatoire pour parachever la mise en page.

Pour une aide détaillée, merci de consulter Aide:Wikification.
Si vous pensez que ces points ont été résolus, vous pouvez retirer ce bandeau et améliorer la mise en forme d'un autre article.
La société Golem Factory Co., Ltd. (Hangul : ㈜고렘팩토리 ; RR : GoremPaektori) est une entreprise sud-coréenne spécialisée dans la production, la publication et la distribution de webtoons et de Light Novels dont le siège est à Eunpyeong (Séoul, Corée du Sud). Fondée le 14 avril 2015 par l’écrivain et entrepreneur Seong Sangyeong (né le 11 mars 1985), la société est connue à l’international pour ses webtoons, bien qu’elle publie également de nombreux romans web et livres numériques en Corée du Sud.

## Historique

### Création et antécédents du fondateur
Seong Sangyeong, fondateur et propriétaire de Golem Factory, a longtemps travaillé comme rédacteur (chef de l'équipe de planification) au sein de la maison d’édition sud-coréenne Root Media (루트미디어). En raison de désaccords sur la ligne éditoriale, il décide de quitter Root Media en 2012. Parallèlement à son travail d’éditeur, Seong Sangyeong est également connu comme auteur de romans de fantasy (양판소) et de wuxia (무협지).
Écrivain prolifique, il est souvent surnommé « le directeur de l'usine de production de masse de romans fantastiques » (en coréen : 양판소 공장장). Cette réputation lui vient de sa capacité à publier jusqu’à trois volumes par mois, un rythme d’écriture extrêmement soutenu. Dans le milieu de la littérature de genre sud-coréenne, il est souvent comparé à Kim Won-ho (김원호) pour son nombre considérable de parutions.

### Fondation de Golem Factory
Après avoir quitté Root Media, Seong Sangyeong crée Golem Factory le 14 avril 2015. Le choix du nom fait référence à deux éléments :
- Golem : un être artificiel dans de nombreuses traditions et fictions, associé ici au travail acharné, a "celui qui travaille dur". Le pseudonyme de Seong Sangyeong, « Golem », reflète sa volonté de produire des œuvres rapidement et en grande quantité.
- Factory : pour souligner la dimension de production de masse.

Cette maison d’édition publie principalement des romans web, des webtoons et des romans électroniques. Hors de la Corée du Sud, Golem Factory est surtout reconnue pour ses bandes dessinées numériques (manhwas ou webtoons), largement traduites sur diverses plateformes internationales.

## Activités

### Webtoons et romans
Golem Factory gère la production et la diffusion de webtoons, de web-romans et de light novels sur de nombreuses plateformes en Corée du Sud, en Chine, au Japon, en Europe et en Amérique du Nord. Parmi les sites qui diffusent ou ont diffusé des titres de Golem Factory, on retrouve notamment : Naver Webtoon, Naver Series, Webtoon (Naver), KakaoPage (Kakao), Piccoma (Kakao JP), Piccoma Europe (Kakao FR), RidiBooks, BookCube, Mr. Blue, Comico (JP & KR), Tapas Media (Kakao EN), Tappytoon, ac.qq (Tencent Animation & Comics), Bilibili Comics, Kuaikan Manhua, Delitoon (Kidari Studio), Podoteng (Kakao), Onestory etc,...
En Corée du Sud, Golem Factory est également un acteur de l’édition de romans web (appelés « web novels ») et du roman électronique. Cependant, à l’international, son image est principalement liée au marché florissant du webtoon.

### Adaptations notables
- The Gamer (더 게이머) : Webtoon de type « game-fantasy », basé sur l’un des romans de Seong Sangyeong, dont il est également le scénariste[6].
- Life Howling (라이프 하울링) : Autre webtoon adapté de ses écrits originels[7].

Grâce au succès de ces titres, Golem Factory a ouvert la voie à la « webtoonisation » de nombreux romans web, phénomène qui s’est considérablement développé à partir de la fin des années 2010.

## Style littéraire et réception
Sur la scène sud-coréenne de la littérature de genre, Seong Sangyeong est perçu comme une figure de la « fantasy de grande consommation » (양판소). Il privilégie souvent des scénarios de type isekai ou game-fantasy avec des protagonistes très puissants (souvent des mages, nécromanciens ou personnages de wuxia), des intrigues rapides et peu de temps mort. Cette écriture industrielle, centrée sur la progression du héros et l’accumulation de pouvoirs, suscite un large lectorat fidèle mais parfois aussi des critiques qui soulignent :
- Des récits répétitifs : réutilisation de schémas narratifs et de personnages très semblables d’une œuvre à l’autre.
- Des clichés du power fantasy : surenchère de pouvoirs, manque de tension dramatique.
- Un rythme d’écriture extrême : qui peut conduire à des maladresses, des incohérences ou un manque de profondeur dans la narration.

Malgré ces critiques, certains observent que sa grande productivité et sa capacité à livrer des histoires divertissantes sont de véritables atouts sur le marché de la littérature en ligne, où la capacité à maintenir un rythme régulier de publication est cruciale.

## Controverses

### Usage de termes polémiques
Au milieu des années 2010, Seong Sangyeong a fait l’objet d’accusations selon lesquelles il aurait employé dans ses œuvres ou ses échanges en ligne des termes associés à des groupes extrémistes ou à des insultes politiques (par exemple des termes perçus comme relevant du Ilbe, un forum sud-coréen d’extrême droite). Il a démenti toute intention malveillante, arguant ignorer certaines connotations et avoir cessé d’utiliser ces expressions dès qu’il en a connu la portée polémique.

### Polémiques autour des contrats de webtoon
Une autre controverse a concerné les contrats de collaboration entre Golem Factory (et plus largement Seong Sangyeong, en tant que scénariste/« auteur original ») et divers dessinateurs. En 2015, un projet d’adaptation d’un de ses romans, Wizardly Tower (마도사의 탑), a suscité des critiques portant sur :
- La répartition des revenus (jugée insuffisamment avantageuse pour les dessinateurs).
- L’absence de storyboard ou de layout détaillés fournis aux artistes, ces derniers devant assumer seuls la mise en scène visuelle.

Seong Sangyeong a répondu à ces critiques en affirmant garantir une rémunération fixe, puis un partage des bénéfices, tout en proposant un accompagnement (sur la forme de « script écrit ») pour aider les dessinateurs débutants. Néanmoins, la communication autour de ces conditions et la différence entre la théorie (un partage 8:2 en faveur du dessinateur) et certaines annonces publiques (4:6, voire 3:7) ont alimenté un flou qui a perduré.

### Conflits sur les forums et avec des lecteurs
Seong Sangyeong est également intervenu sur des forums en ligne où son œuvre The Gamer subissait des critiques pour son rythme ou son intrigue jugée trop étirée. Ses échanges avec certains internautes ont parfois été vifs, certains lui reprochant un manque de professionnalisme ou de self-control. Les désaccords portent principalement sur le fond de l’histoire, la qualité des dessins (réalisés cependant par un autre artiste) et l’utilisation de certains ressorts narratifs jugés redondants.

## Diversification et rôle d’éditeur
Depuis le milieu des années 2010, l’activité principale de Seong Sangyeong oscille entre l’écriture, la scénarisation de webtoons et la gestion de Golem Factory. En tant que véritable « hub éditorial », Golem Factory accompagne des auteurs de web-romans et de webtoons dans la publication et la diffusion de leurs œuvres sur différentes plateformes nationales et internationales. Cette stratégie suit la tendance de la forte croissance du marché du divertissement en ligne en Corée du Sud, où de nombreuses œuvres de fiction sont rapidement adaptées en webtoons, dramas ou jeux vidéo.

## Titres diffusés
| Année | Titre                                                 | Titre Officiel Français           | Plateforme de Publication                                                                                        |
| ----- | ----------------------------------------------------- | --------------------------------- | --- |
| 2011  | Abide in the Wind                                     | Aucun                             | Naver Webtoon, Naver Series, KakaoPage, Piccoma JP, Ac.QQ.                                                       |
| 2014  | The Dragon Master                                     | Aucun                             | Naver Series, Comico (JP & KR), KakaoPage, Onestory, Ridibook, Daum Webtoon.                                     |
| 2015  | Life Howling                                          | Aucun                             | Ridibooks, KakaoPage, Naver Series, KToon, Onestory, Nate.                                                       |
| 2016  | Wizardly Tower                                        | Aucun                             | KakaoPage, Ridibooks, Naver Series, Lezhin.                                                                      |
| 2016  | The Witch and Her Zombie Son                          | Aucun                             | KakaoPage, Foxtoon, Naver Series.                                                                                |
| 2016  | Reborn as a Scholar                                   | Aucun                             | KakaoPage, Tapas, Piccoma, Moykomiks.                                                                            |
| 2018  | Lady Beast                                            | Lady Beast                        | KakaoPage (KR & IN), Daum, Comikey, Tappytoon, Tapas, Lezhin, Manta (EN & ES), Delitoon, Comico (TH), Moykomiks. |
| 2018  | Iris: The Lady and Her Smartphone                     | Iris - La lady au Smartphone      | KakaoPage, Daum, TappyToon (EN & DE), Tapas, Lezhin, Manta, Piccoma (JP), ONO, Delitoon.                         |
| 2019  | Reader                                                | Aucun                             | KakaoPage, Ridibooks, KToon, Naver Series, Comico, Onestory, Nate, Piccoma (JP), Moykomiks.                      |
| 2019  | I Am the Sorcerer King                                | Le Roi des Sorciers               | KakaoPage, Daum, Tapas, Piccoma (JP), ONO, Rumix.                                                                |
| 2020  | The Villainess Lives Again                            | The Villainess Lives Again        | Daum, KakaoPage, Tappytoon (EN, FR, DE), Kuaikan Manhua, KakaoWebtoon (TW, ID, TH), Piccoma (JP).                |
| 2020  | The Max Level Hero Strikes Back                       | Max Level Hero                    | KakaoPage, Daum, Tapas, Piccoma (JP & FR), Podoteng, KakaoWebtoon (TH, TW, ID).                                  |
| 2020  | The Lone Spellcaster                                  | Le mage solitaire                 | KakaoPage, Daum, Webtoon, Piccoma (JP & FR), Podoteng, KakaoWebtoon (TH, TW, ID).                                |
| 2020  | The Lady I Served Became a Master                     | The Lady I Served Became a Master | KakaoPage, Daum, Tappytoon (EN, DE, FR), Piccoma (JP), Kuaikan Manhua, KakaoWebtoon (TH, TW, ID).                |
| 2020  | The Cook's Hidden Blessing                            | Aucun                             | KakaoPage, Daum, Tappytoon, Manta, Moykomiks.                                                                    |
| 2020  | Solo Glitch Player                                    | Glitch Master                     | KakaoPage, Daum, Delitoon, Tapas, Piccoma (JP), KakaoWebtoon (TH, TW, ID).                                       |
| 2020  | Return of the Scholar                                 | Aucun                             | KakaoPage, Daum, Tapas.                                                                                          |
| 2020  | Priscilla's Marriage Proposal                         | Aucun                             | KakaoPage, Daum, Tappytoon (EN, DE), Piccoma (JP), KakaoWebtoon (TH, TW, ID).                                    |
| 2020  | Picked up From Another World                          | Aucun                             | KakaoPage, Daum.                                                                                                 |
| 2020  | Leveling Up Alone                                     | Level Up Alone                    | KakaoPage, Daum, Tapas, Piccoma (JP), KakaoWebtoon (TH, TW, ID), Moykomiks, Podoteng.                            |
| 2020  | I Woke Up as the Villain                              | Aucun                             | KakaoPage, Daum, Tapas, Piccoma (JP), Moykomiks, KakaoWebtoon (TH, TW, ID), Podoteng.                            |
| 2020  | I Bid You Adieu                                       | I Bid You Adieu                   | KakaoPage, Daum, Tappytoon.                                                                                      |
| 2021  | The Tyrant's Secret Secretary                         | Secrétaire de Sa Majesté          | KakaoPage, Daum.                                                                                                 |
| 2021  | The Gamer: Fantasia                                   | Aucun                             | KakaoPage, Daum.                                                                                                 |
| 2021  | Talent Agent and the Threads of Fate                  | Aucun                             | KakaoPage, Daum.                                                                                                 |
| 2021  | Rookie Talent Agent Knows It All                      | Aucun                             | KakaoPage, Daum.                                                                                                 |
| 2021  | Physician Return                                      | Aucun                             | KakaoPage, Daum.                                                                                                 |
| 2021  | Life Cry                                              | Aucun                             | KakaoPage, Daum.                                                                                                 |
| 2021  | Jack Be Invincible                                    | Jack Valentier                    | KakaoPage, Daum, Piccoma (JP & FR).                                                                              |
| 2021  | It Was a Mistake, Grand Duke!                         | Grand duc, c'était une erreur !   | KakaoPage, Daum, Webtoon.                                                                                        |
| 2021  | Four Dangerous Brothers to My Rescue!                 | Mes Redoutables Frères            | KakaoPage, Daum, Piccoma (JP & FR).                                                                              |
| 2021  | Estio                                                 | Estio                             | KakaoPage, Daum.                                                                                                 |
| 2021  | Doctor, Live Again                                    | Aucun                             | KakaoPage, Daum.                                                                                                 |
| 2022  | Thumbs Up, Level Up                                   | Aucun                             | KakaoPage, Daum.                                                                                                 |
| 2022  | The Druid Genius Is Too Strong                        | Aucun                             | KakaoPage, Daum.                                                                                                 |
| 2022  | Return of the Elemental Lord                          | Aucun                             | KakaoPage, Daum.                                                                                                 |
| 2022  | I Have Max Level Luck                                 | Aucun                             | KakaoPage, Daum.                                                                                                 |
| 2022  | Heavenly Demon's Bakery                               | Aucun                             | KakaoPage, Daum.                                                                                                 |
| 2022  | Frenzy Train                                          | Frenzy Train                      | KakaoPage, Daum, Tappytoon.                                                                                      |
| 2023  | The Sweet Life of a Reincarnation Pro                 | Le Pro de La Réincarnation        | KakaoPage, Daum, Piccoma (JP & FR).                                                                              |
| 2023  | Skill Master Levels Up                                | Aucun                             | KakaoPage, Daum.                                                                                                 |
| 2023  | Reason for Obsession                                  | Aucun                             | KakaoPage, Daum.                                                                                                 |
| 2024  | The Saintess Became the Daughter of the Northern Duke | Aucun                             | KakaoPage, Daum.                                                                                                 |
| 2024  | Something's Wrong With My Inventory                   | Aucun                             | KakaoPage, Daum.                                                                                                 |
| 2024  | Raided the God's Warehouse                            | Aucun                             | KakaoPage, Daum.                                                                                                 |
| 2024  | Mistaken For a Villainess!                            | Aucun                             | KakaoPage, Daum.                                                                                                 |
| 2024  | I Became the Savior of the Planet                     | Aucun                             | KakaoPage, Daum.                                                                                                 |
| 2024  | Are You a Max Level Regressor?                        | Aucun                             | KakaoPage, Daum.                                                                                                 |